# El Bordj
El Bordj (în arabă البرج) este o comună din provincia Mascara, Algeria.
Populația comunei este de 20.711 locuitori (2008).